# Руссо, Теодор
Теодо́р Руссо́ (фр. Théodore Rousseau; 15 апреля 1812, Париж — 22 декабря 1867, Барбизон) — французский живописец и гравёр, признанный глава барбизонской школы пейзажной живописи. Старший брат менее известного художника Филиппа Руссо (1816—1887).

## Биография
Этьен-Пьер-Теодор Руссо родился 15 апреля 1812 года в Париже, на улице Нев-Сен-Эсташ, 4. Он был единственным сыном Аделаиды-Луизы Коломбе и портного Пьера-Клода-Катрин Руссо. Занятия искусством были присущи родственникам по материнской линии.
В 1821 году Теодор Руссо, живший в пансионе недалеко от Отёя, был направлен в класс рисования к кузену По де Сен-Мартену. Три года спустя Руссо сопровождал отца в Безансон, где он открыл для себя леса Франш-Конте. Позднее Теодор путешествовал по Оверни и Нормандии, что нашло отражение в его творчестве. В пятнадцать лет его взял в обучение на два года живописец-пейзажист Жан-Шарль Ремон. Однако академическая система преподавания Ремона вызвала у ученика полное неприятие, разразился конфликт, и Руссо не был допущен к участию конкурса на получение Римской премии.
Руссо продолжал учиться самостоятельно, копировал картины старых мастеров в Луврe, и более близких ему Клода Лоррена и малых голландцев, одновременно изучая современных английских пейзажистов.
В 1831 году девятнадцатилетний Руссо подал заявку на участие в Парижском салоне. Его пейзаж дикой природы Оверни получил признание благодаря живой технике письма. Следующие четыре Парижских салона были для Теодора Руссо неудачными, и он не участвовал в публичных выставках вплоть до 1849 года.
В 1832-33 гг. он впервые вышел на пленэр. Зиму 1836—1837 годов Руссо провёл вместе с художниками Нарциссом Диасом де ла Пенья и Алиньи в Барбизоне. Природа Барбизона произвела на него такое большое впечатление, что Руссо стал приезжать туда каждый год, а с 1848 года окончательно переселился туда со своей женой.
Со временем вокруг Руссо образовался круг его коллег-художников, как и он писавших природу на природе — Каба, Добиньи и Дюпре. Так постепенно возникла барбизонская школа.
Теодор Руссо умер в 1867 году в возрасте 55 лет от разрыва сердца.

## Творческое наследие
В 1832—1833 годах Руссо впервые вышел на пленэр. Зиму 1836—1837 годов он провёл вместе с художниками Диасом де ла Пенья и Теодором Каруэлем д’Алиньи в Барбизоне. Природа Барбизона произвела на него такое большое впечатление, что Руссо стал приезжать туда каждый год, а с 1848 года окончательно переселился там со своей женой. Со временем вокруг Руссо образовался круг его коллег-художников, как и он писавших природу на пленэре, — Каба, Добиньи и Дюпре. Так постепенно возникла барбизонская школа.
С живописью Теодора Руссо связано понятие «интимного пейзажа», мотивы для которого предоставлял в основном лес Фонтенбло. При простоте и натуральности изображённого главную роль в нём призван играть общий колорит картины и живописная техника, передающие настроение, создаваемое в душе художника природой в тот или другой момент времени. Этот «поджанр» пейзажной живописи сложился не без влияния английских «художников-интимистов» «пейзажного стиля» Уильяма Тёрнера, Томаса Гейнсборо, Джона Констебла. Однако большой поклонник барбизонцев. Поэт Шарль Бодлер скептически заметил: «Простой этюд представлялся Руссо полноценной композицией» и это стало главной причиной отсутствия в его произведениях «подлинной слаженности».
Помимо живописи Руссо создавал оригинальные гравюры, в том числе стеклянные клише для фототипий. По совету Селестена Нантёя в 1831 году он осваивал технику акватинты. Графические эксперименты художника привели к публикации в 1861 году гравюры «Le Chêne de rock».
В санкт-петербургском Эрмитаже хранится семь картин художника.

## Галерея

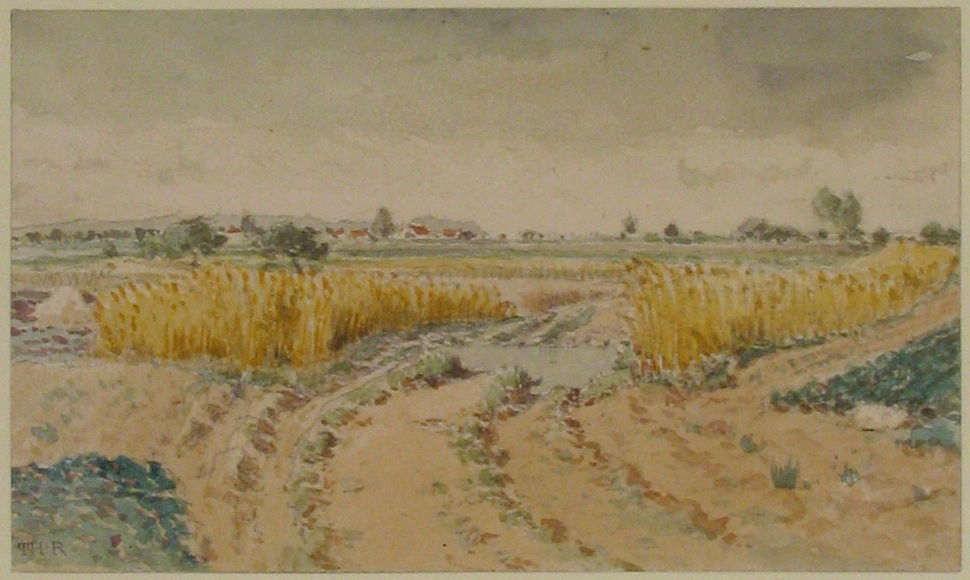
Пшеничные поля. 1865. Бумага, акварель. Метрополитен-музей, Нью-Йорк
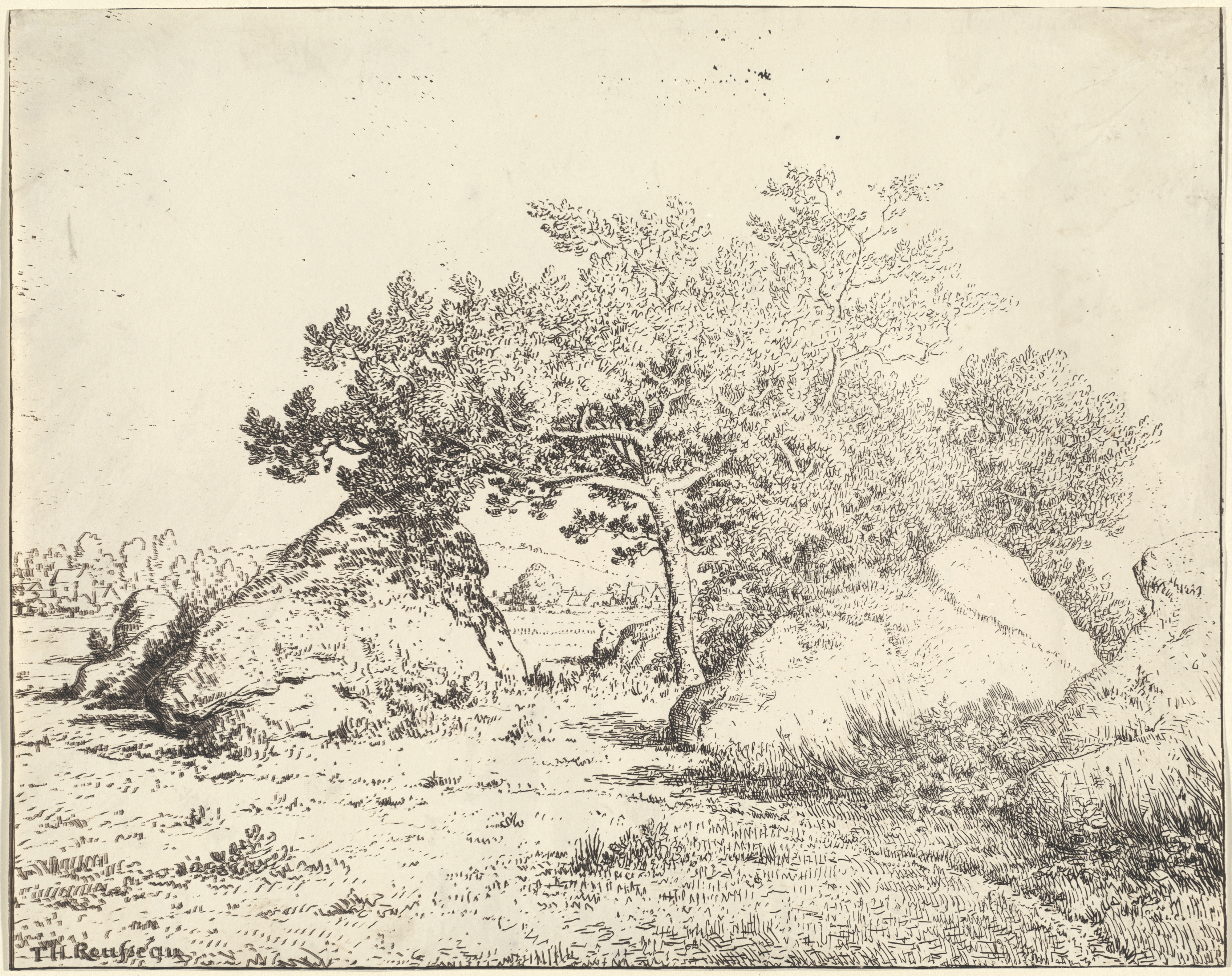
Вишнёвое дерево в Био. 1855. Стеклянное клише. Национальная галерея искусства, Вашингтон
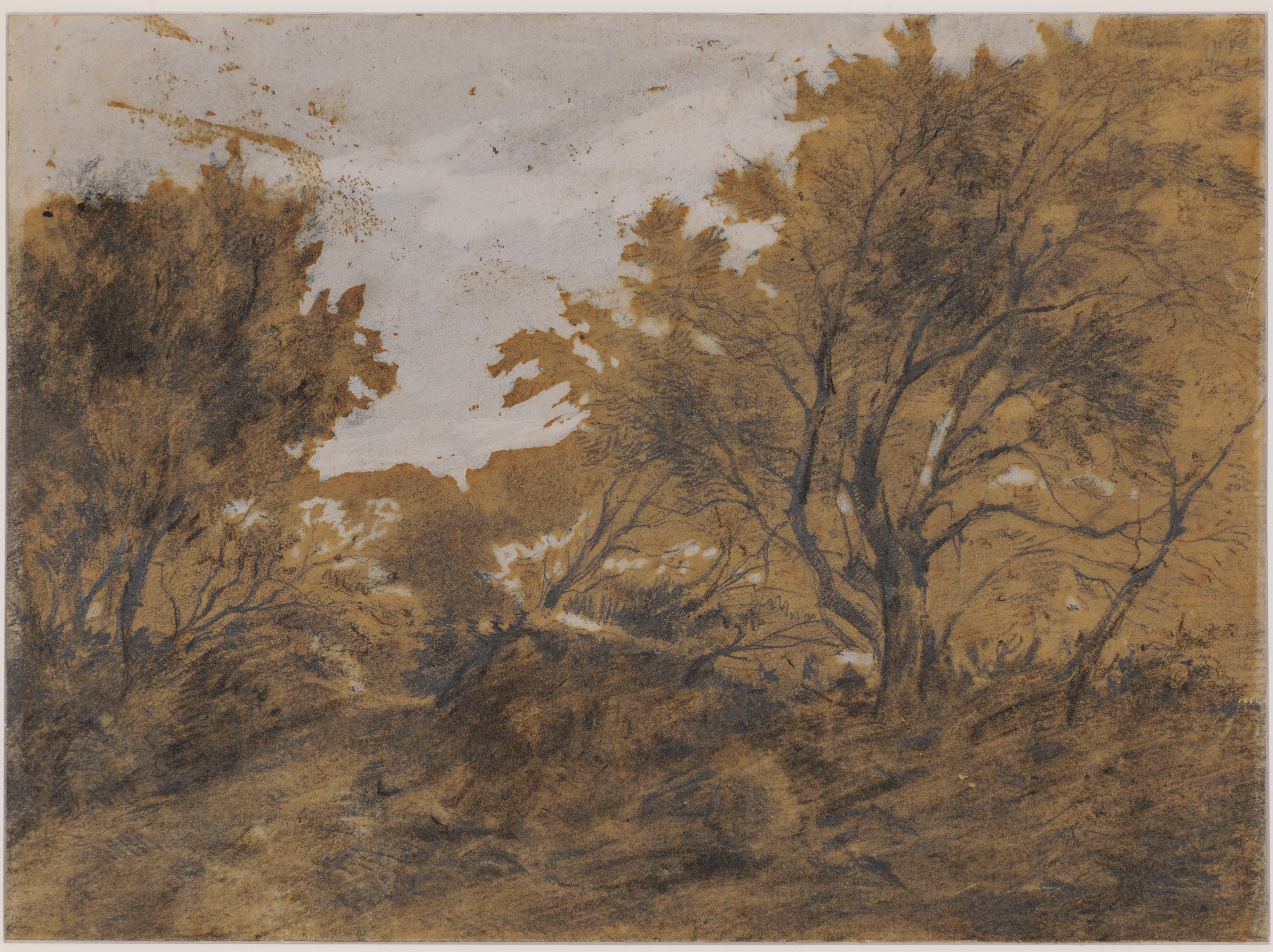
Лесной пейзаж, порыв ветра. До 1868. Бумага, итальянский карандаш, гуашь. Музей изящных искусств (Реймс)
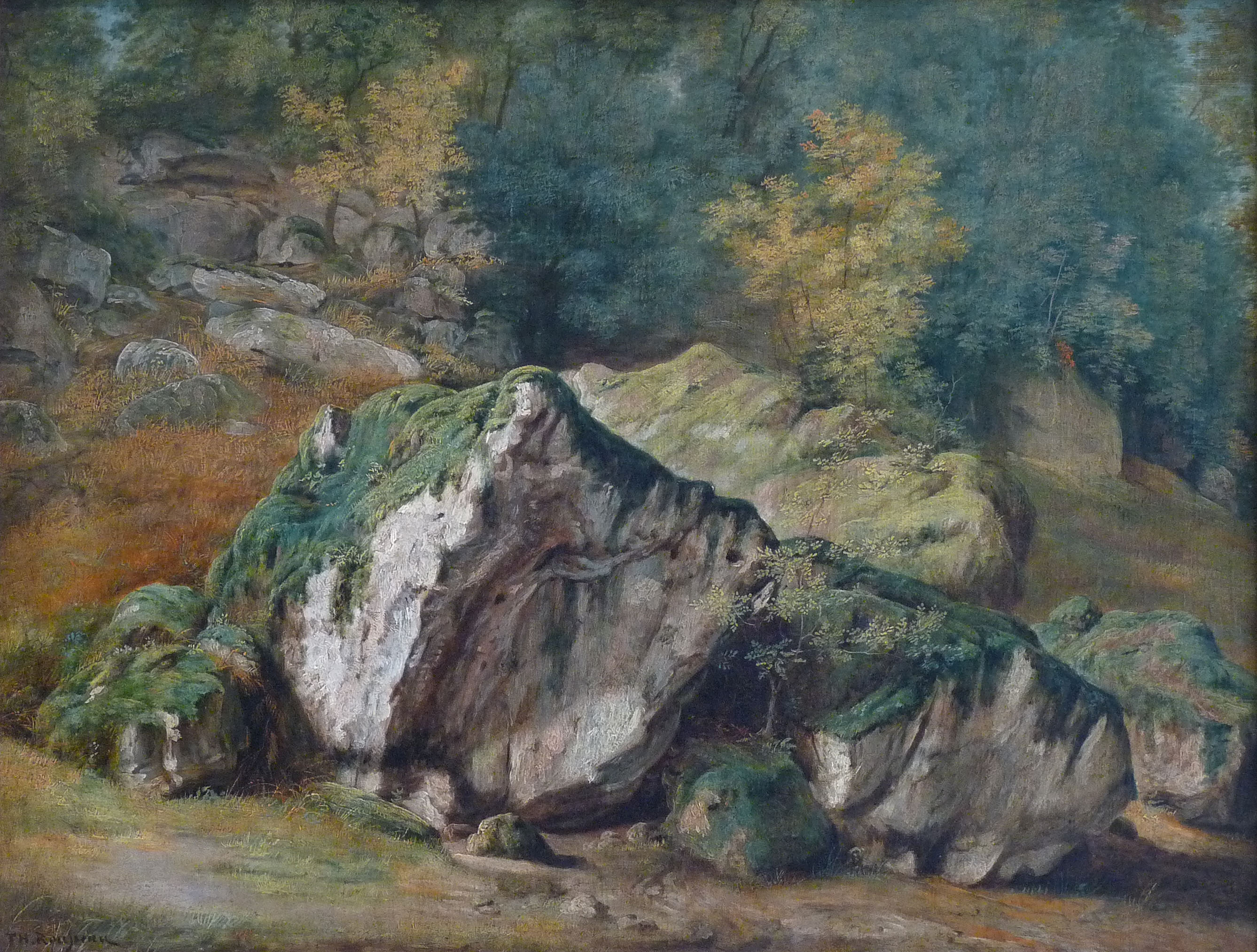
Этюд камней и деревьев. 1829. Холст, масло. Музей изобразительного искусства (Страсбург)
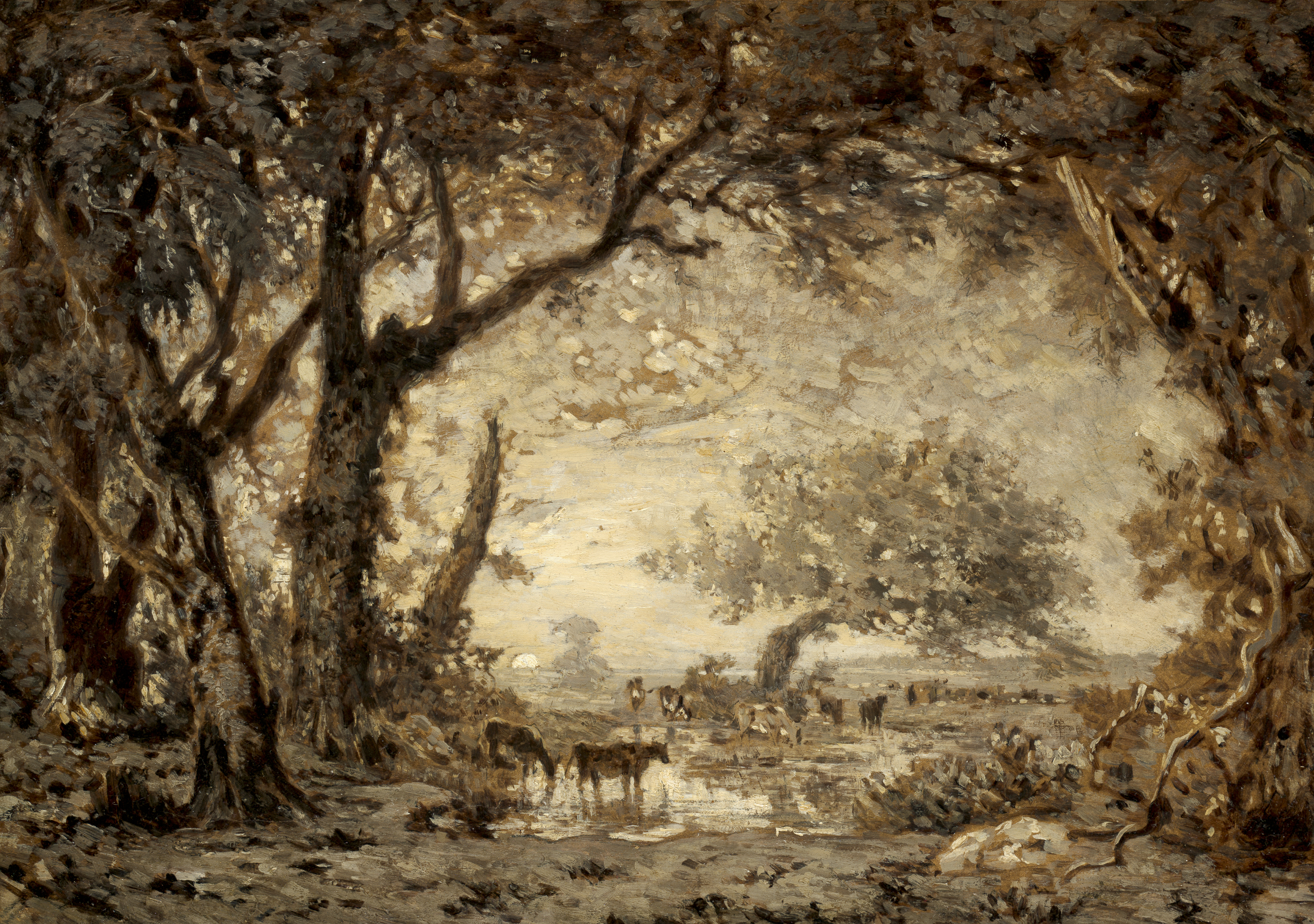
Заходящее солнце в лесу Фонтенбло. 1848. Бумага на холсте, итальянский карандаш, масло. Национальная галерея искусства, Вашингтон
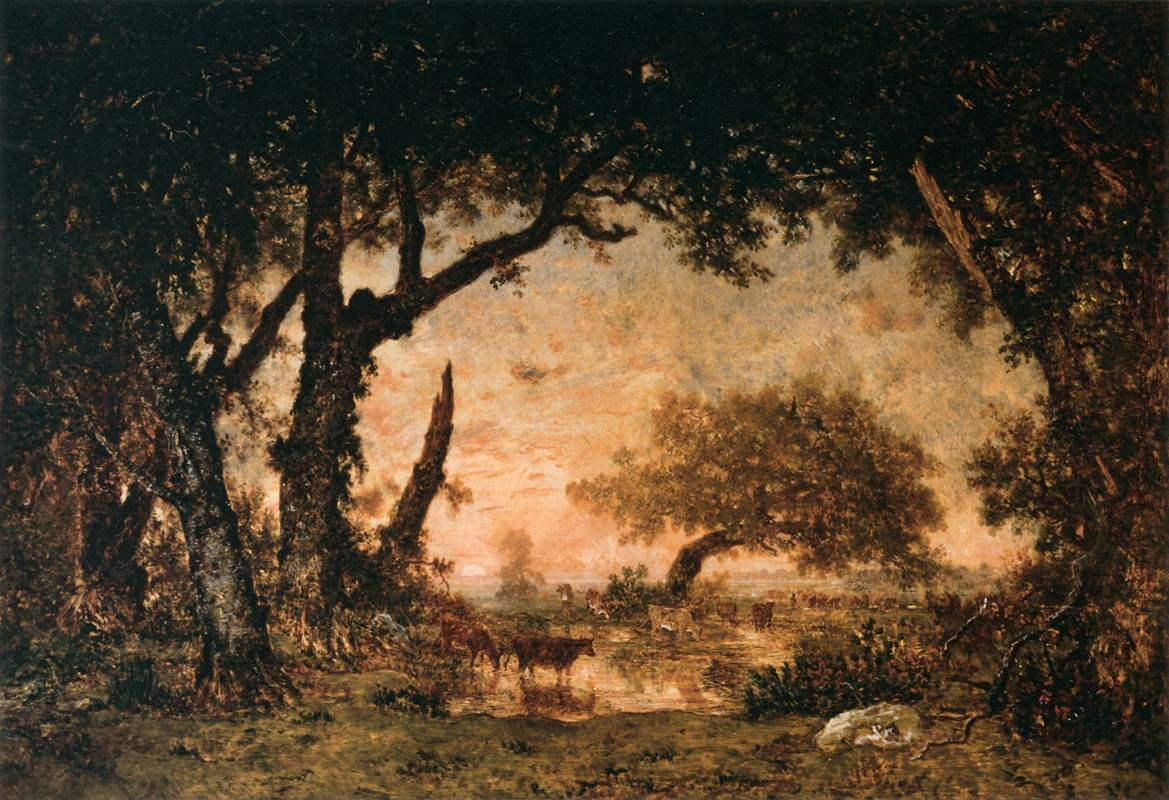
Опушка леса в Фонтенбло, заходящее солнце. Ок. 1850. Холст, масло. Лувр, Париж
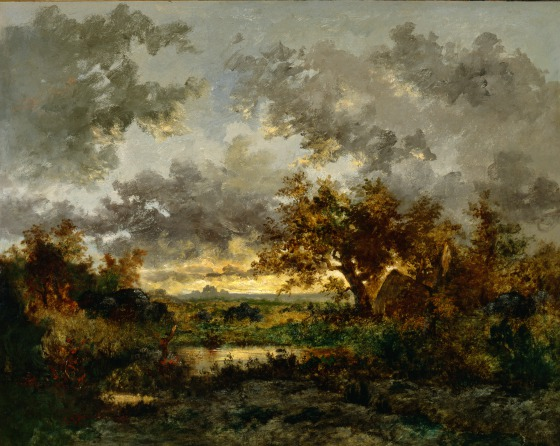
Хижина угольщика. 1850. Холст, масло. Музей искусств Далласа, Техас, США
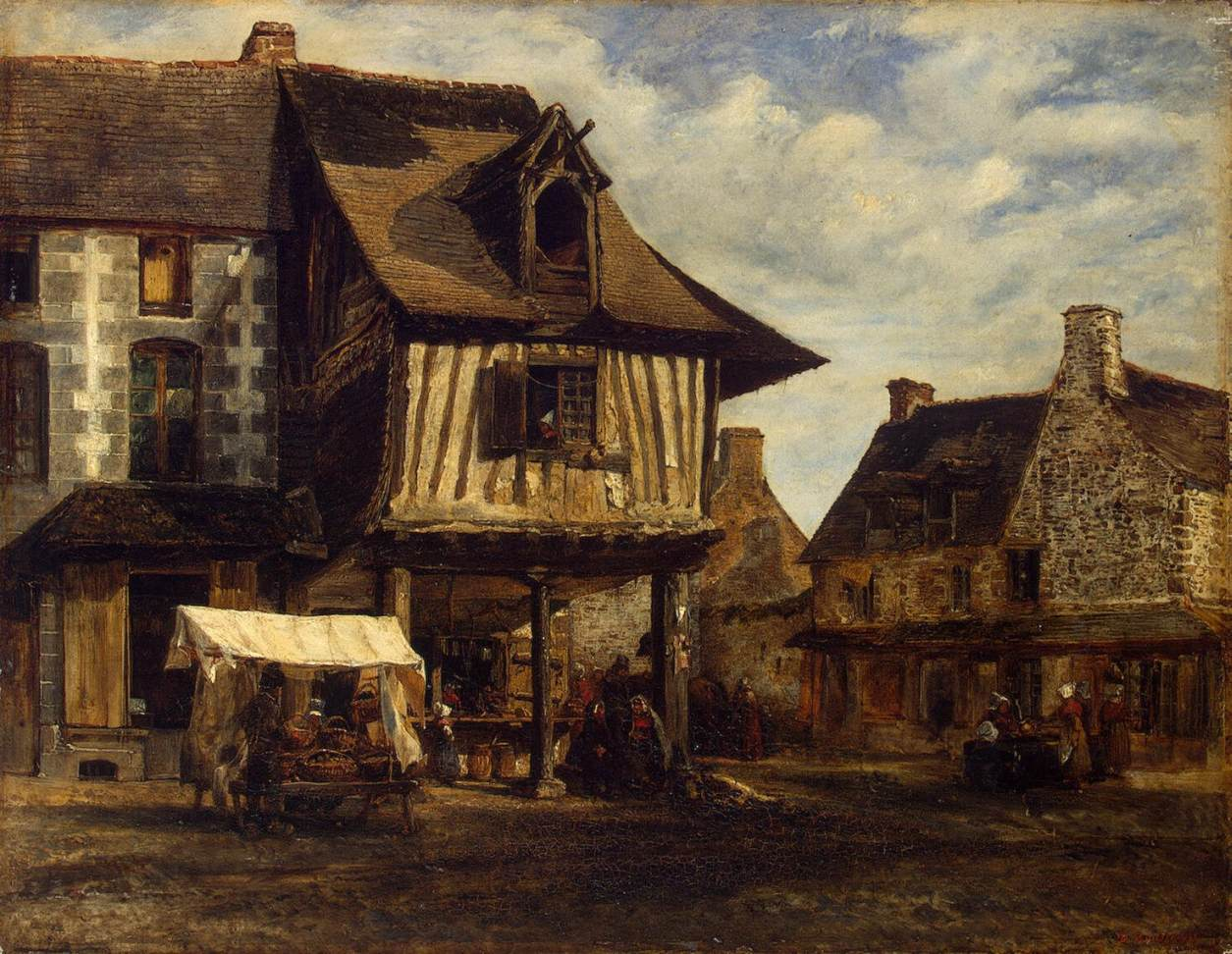
Рынок в Нормандии. 1830-е. Дерево, масло. Государственный Эрмитаж, Санкт-Петербург
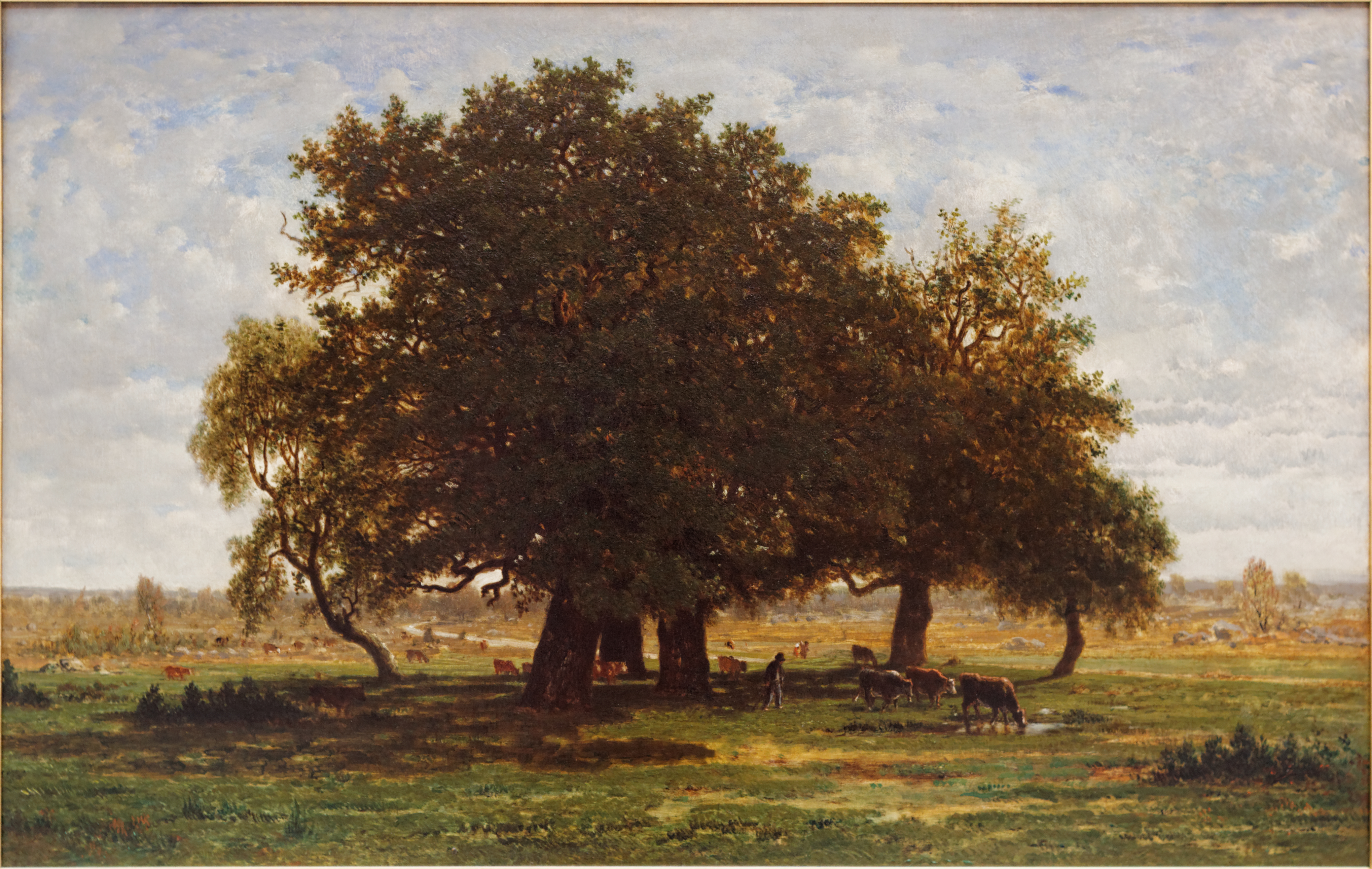
Дубы Апремона. Между 1850 и 1852. Холст, масло. Лувр, Париж
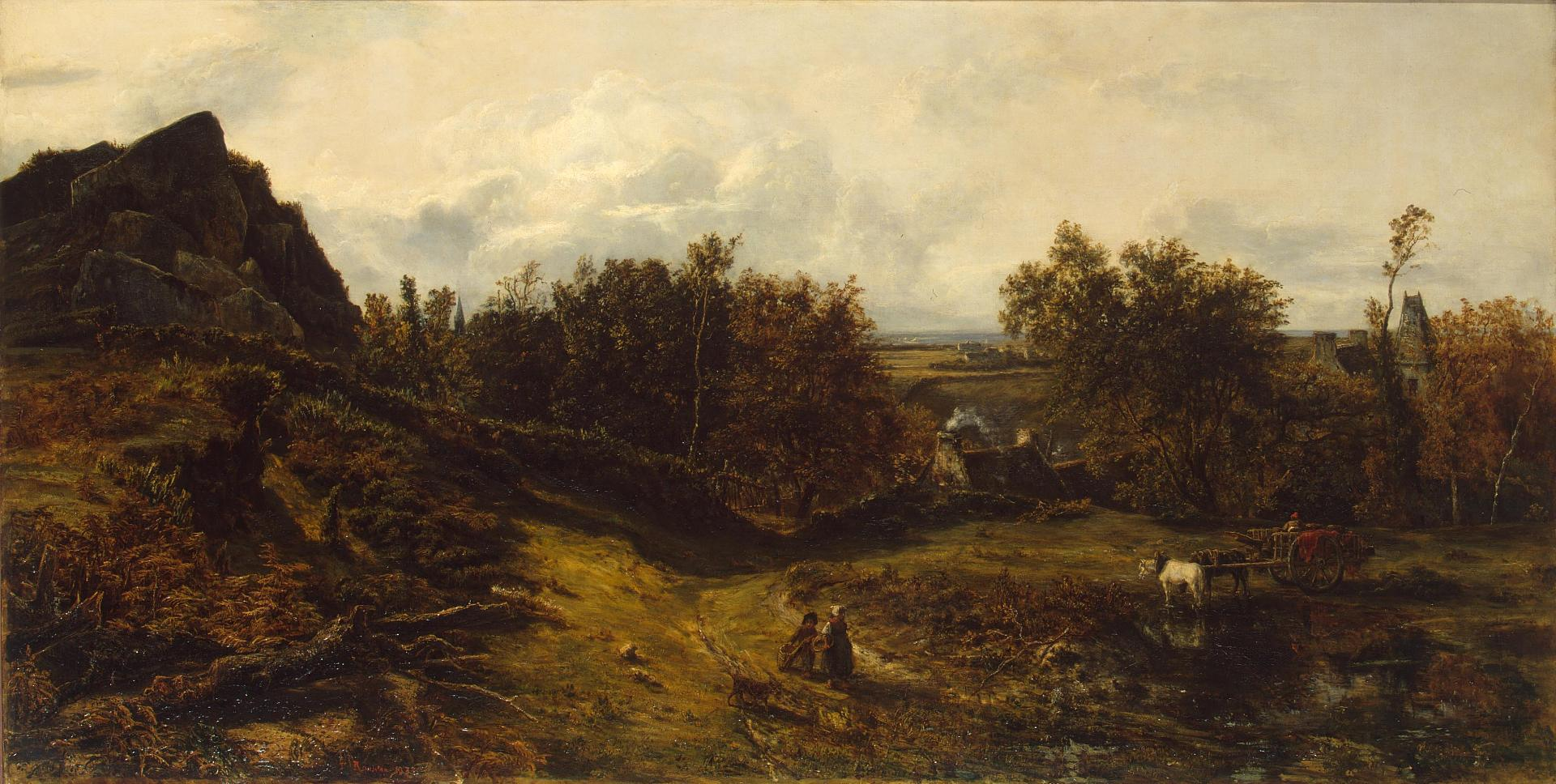
Вид в окрестностях Гранвиля. 1833. Холст, масло. Государственный Эрмитаж, Санкт-Петербург
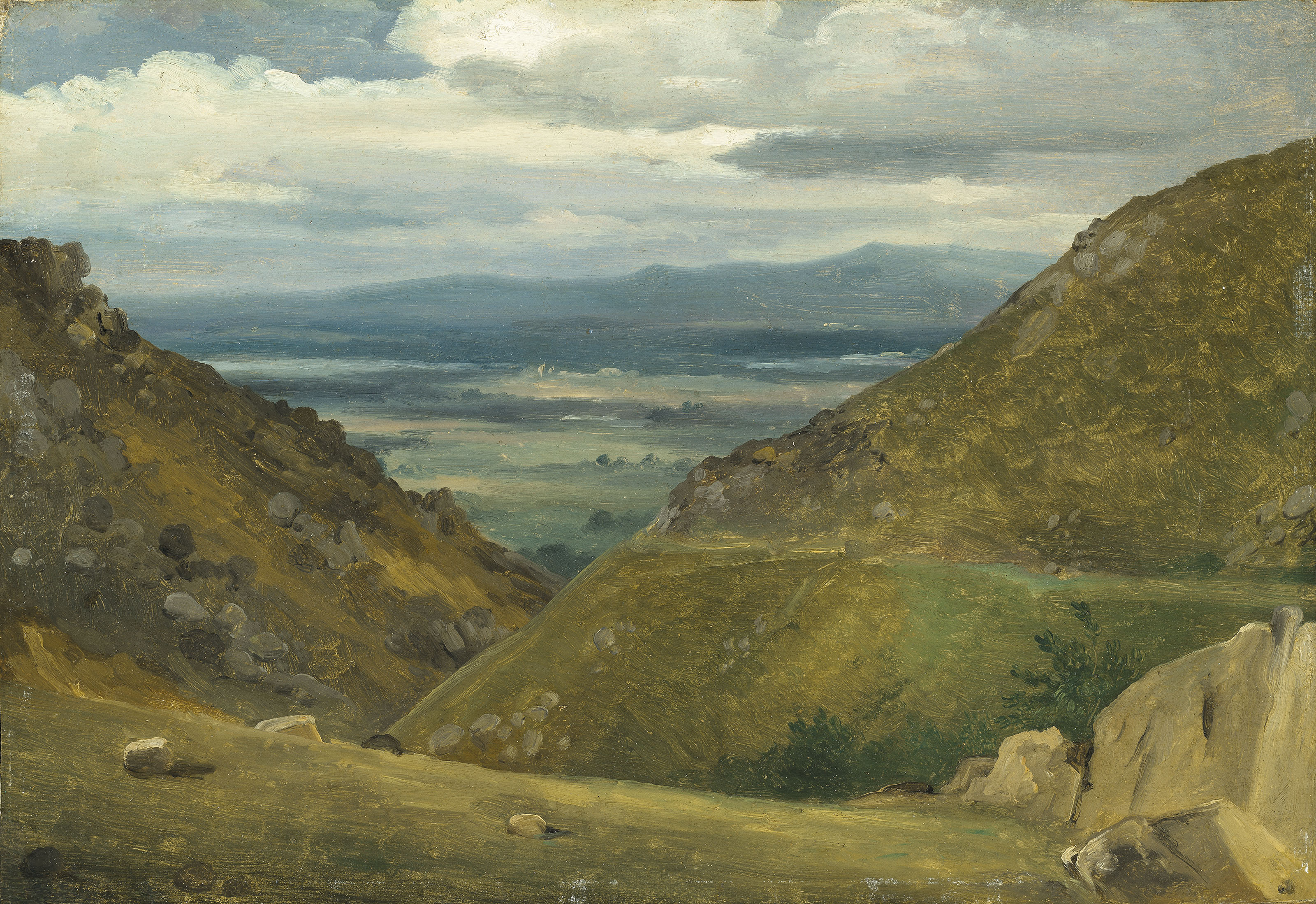
Вид Женевского озера. Холст, масло. Частное собрание
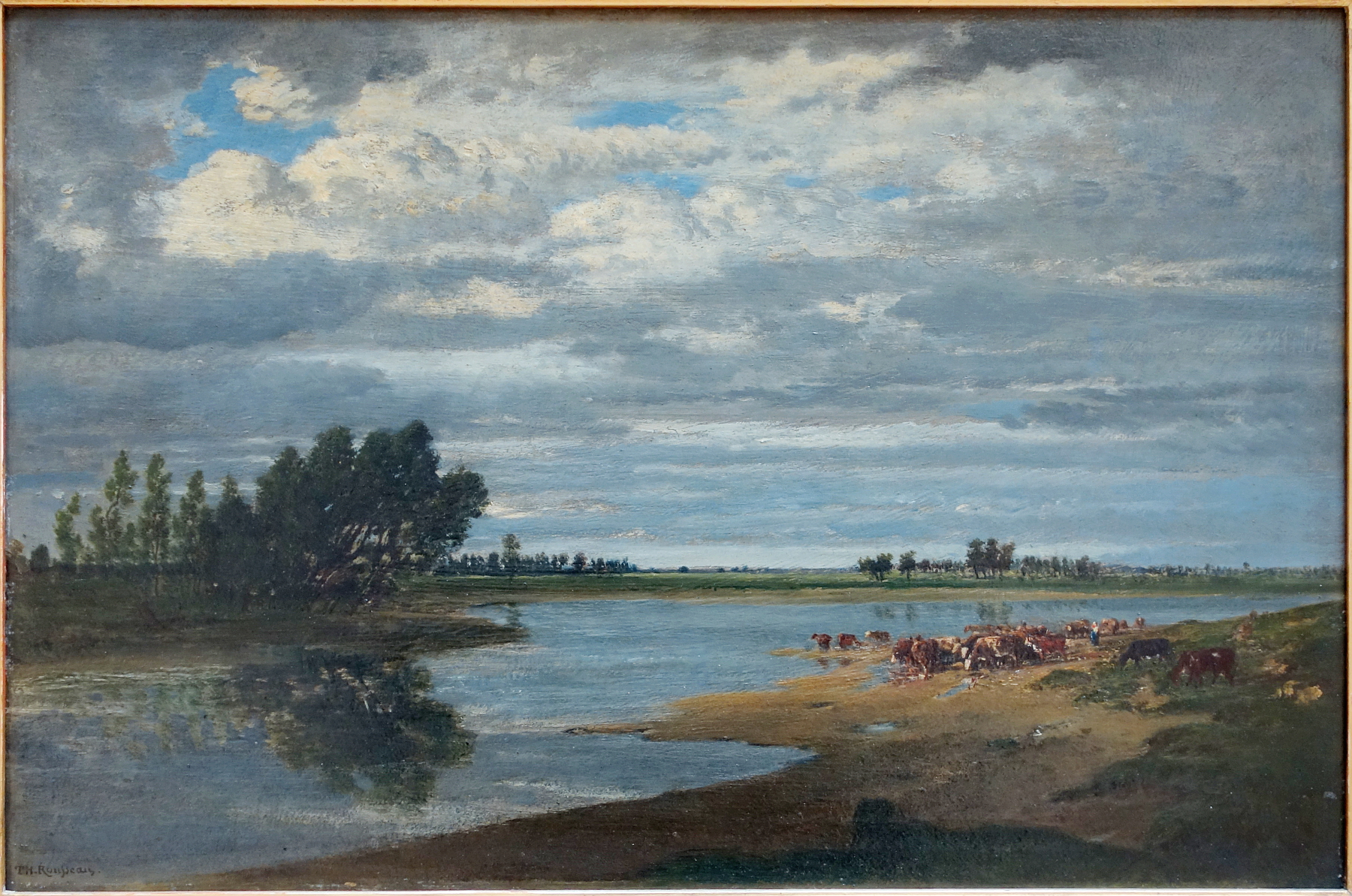
Сена в Вильнёв-Сен-Жорж. Дерево, масло. Дворец изящных искусств, Лилль
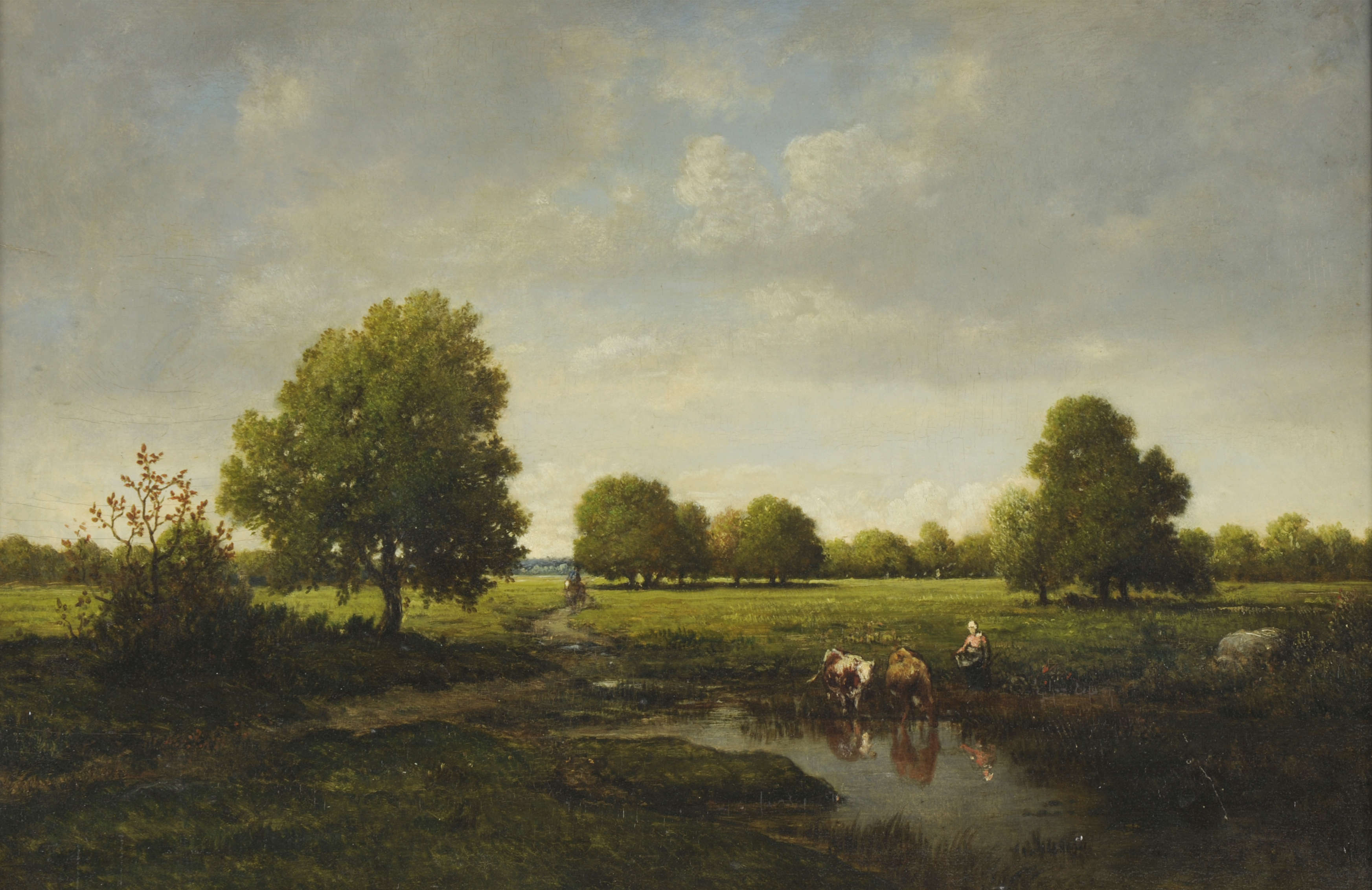
Корыто. Дерево, масло. Музей изящных искусств, Реймс
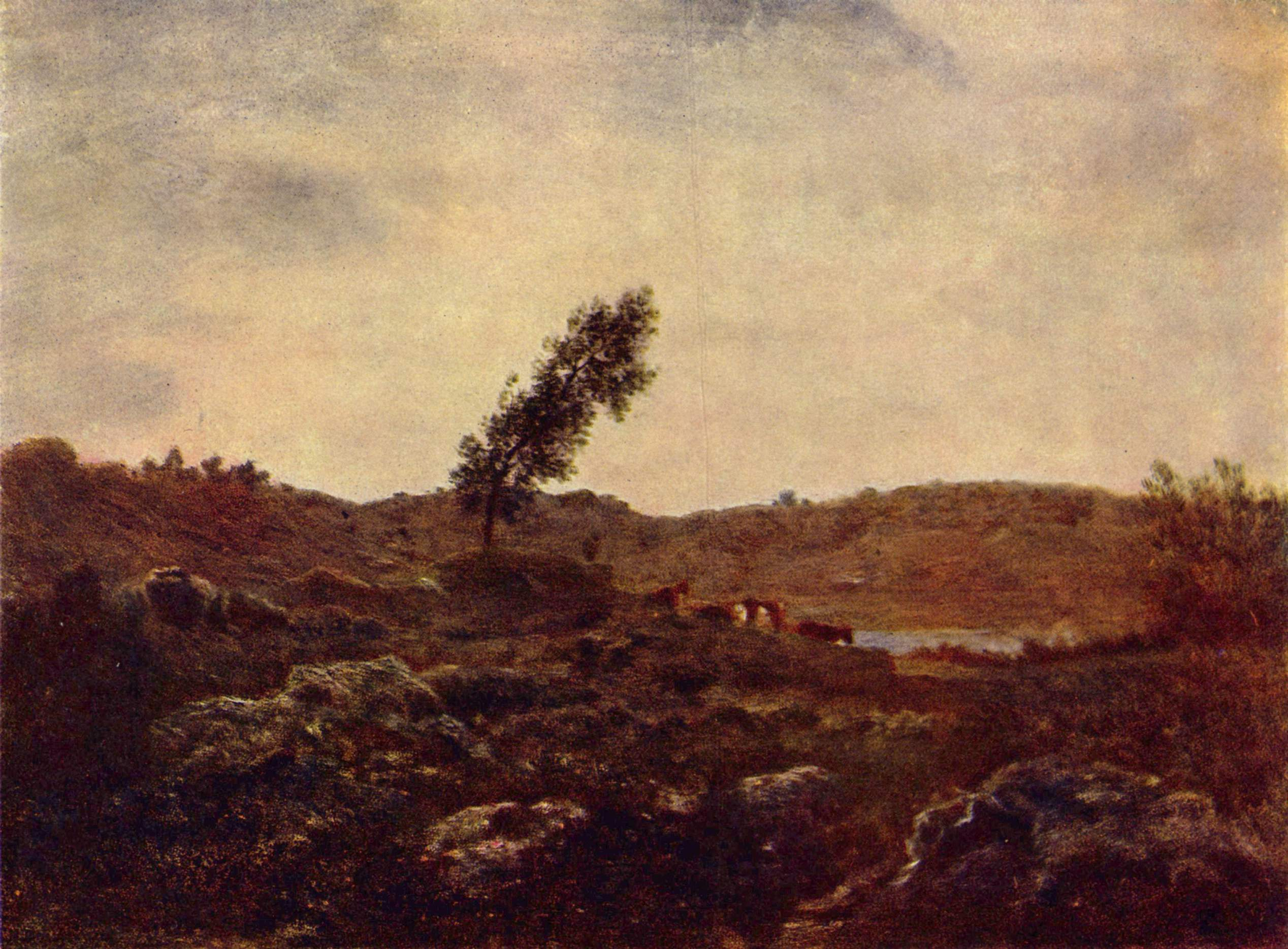
Вид на Барбизон. Ок. 1850. Музей изобразительных искусств им. А. С. Пушкина, Москва
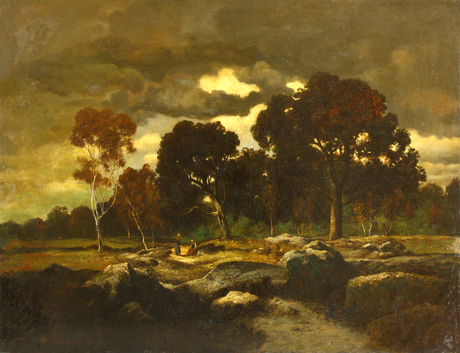
Сумерки в лесу. Холст, масло. Национальная картинная галерея Армении, Ереван
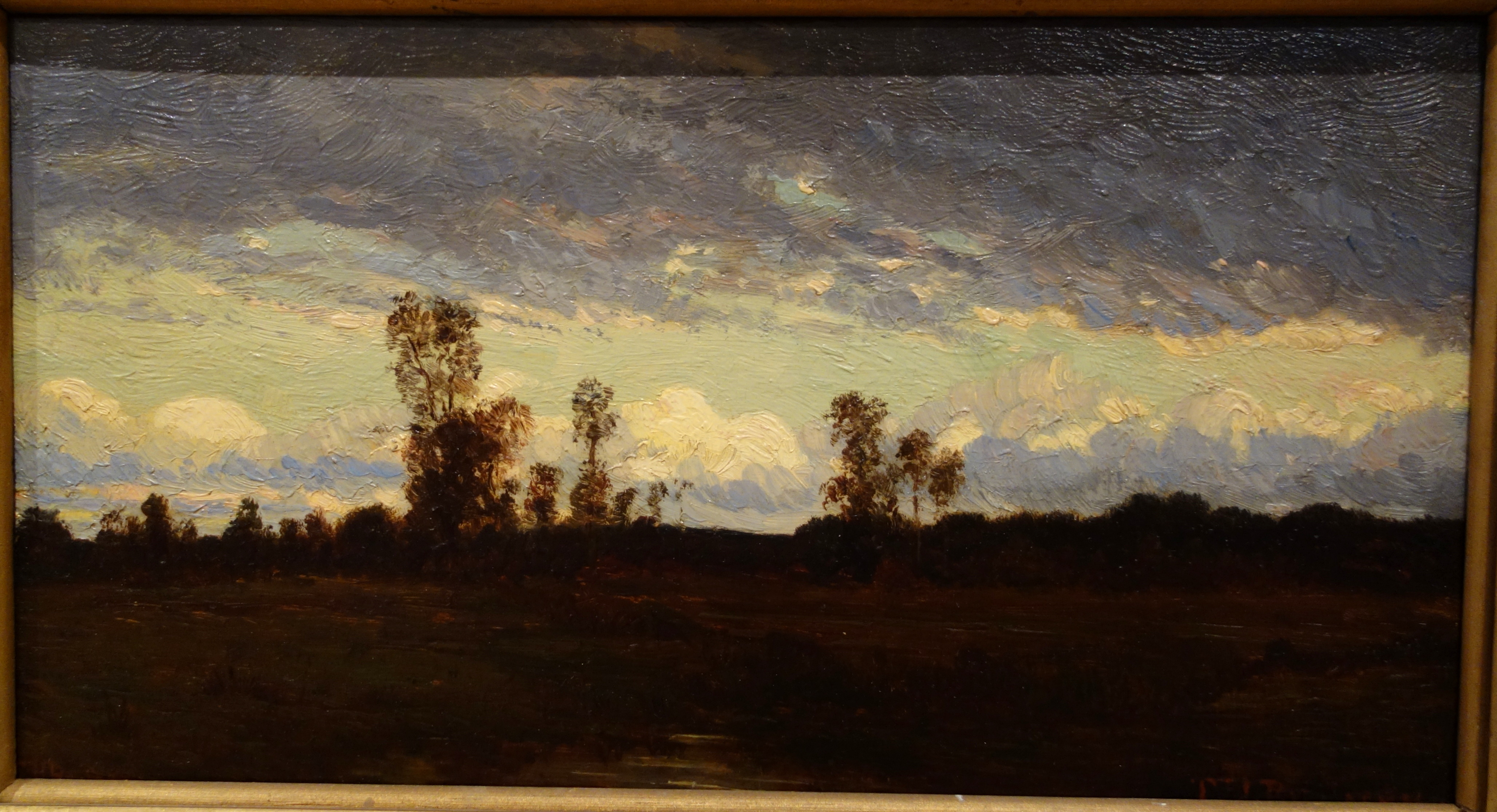
Пейзаж. Музей Изящных искусств (Хантингтон), Западная Виргиния, США
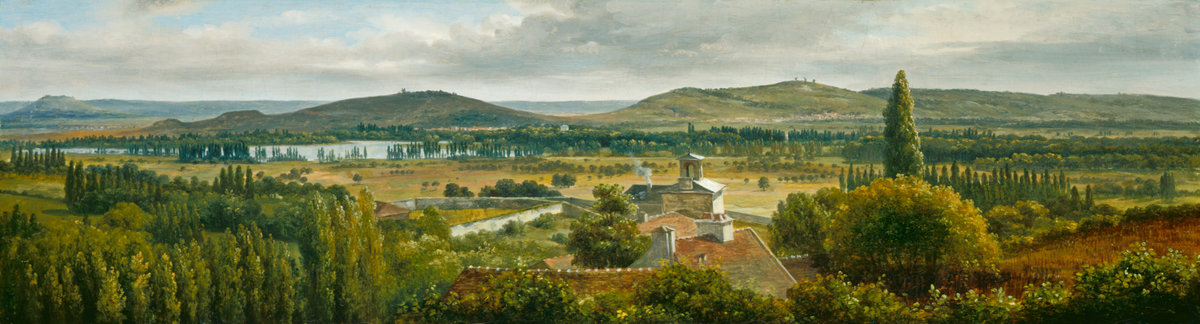
Панорамный вид на Иль-де-Франс.Национальная галерея искусства, Вашингтон, округ Колумбия, США